# Pintxo

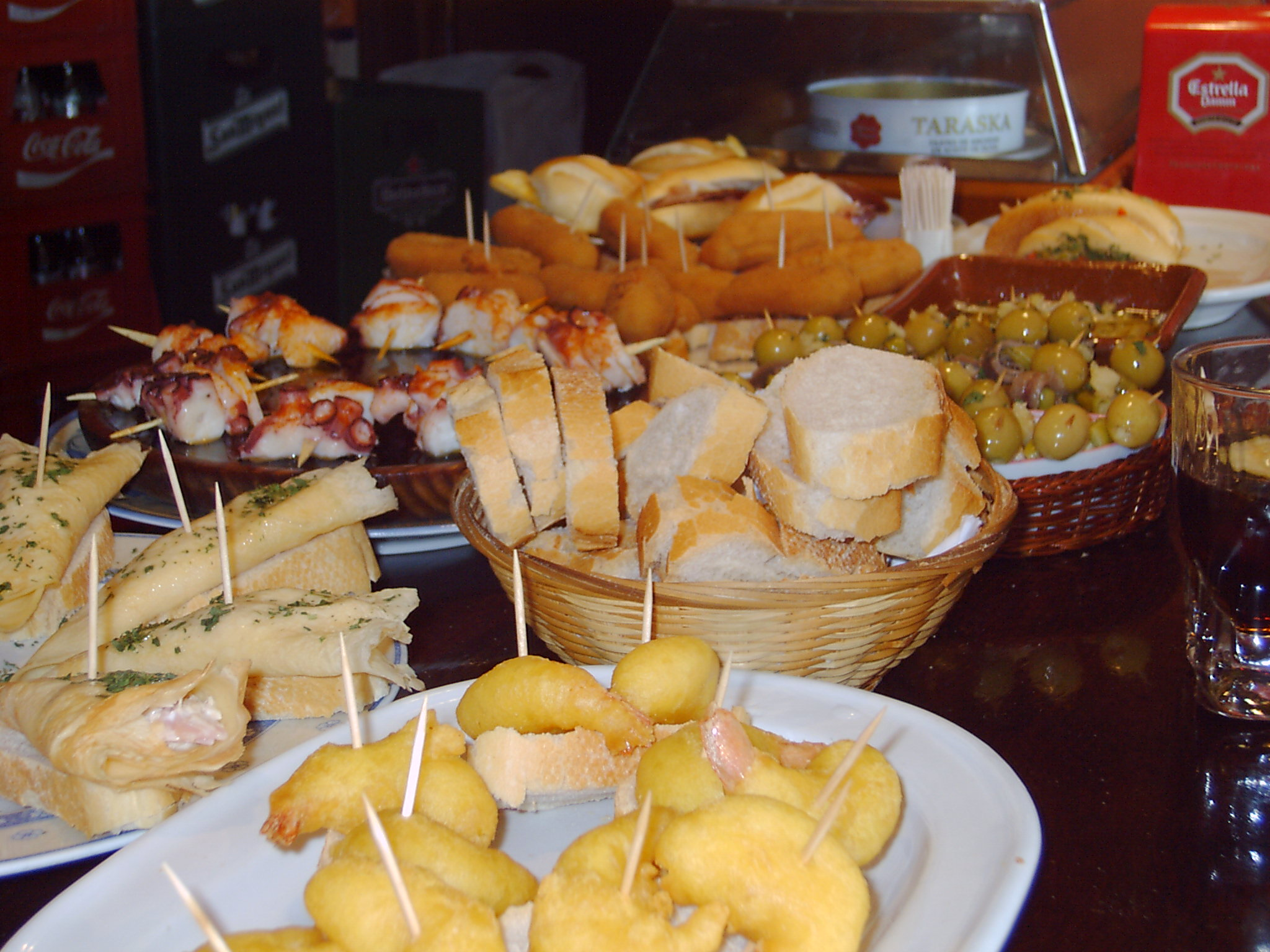
Pintxos diversos

Un pintxo és un aperitiu originari del País Basc (concretament, va néixer a la forària de la capital donostiarra) i que s'ha estès per tota la geografia espanyola, especialment per Cantabria, La Rioja, Navarra i Castella i Lleó.
Tradicionalment, el pintxo consisteix en una petita llesca de pa acompanyada de diversos ingredients culinaris, o bé en una petita porció de menjar. Pot prendre's en fred o calent i se subjecta amb un escuradents com a enfilall. La varietat dels pintxos és molt àmplia. Poden trobar-se pintxos elaborats amb verdures, ous, peix, carns, embotits, etc. Fins i tot, es pot dir que cada restaurant o cuiner té les seves pròpies especialitats.
Els pintxos generalment es prenen en la barra del bar i s'acompanyen de vi, cervesa o altres begudes. Havent menjat, el recompte dels escuradents servirà per a saber quants pintxos s'han pres i, per tant, quant s'ha d'abonar al cambrer.
Alguns estudiosos fan remuntar l'origen del pintxo al segle xiii, quan per culpa d'una malaltia del rei Alfons X, li van recomanar que prengués vi acompanyat d'algun aliment sòlid. Al rei li va agradar tant l'experiència, que de llavors ençà, va disposar que no se servís vi si no anava acompanyat d'algun petit àpat.